# Artur Axmann

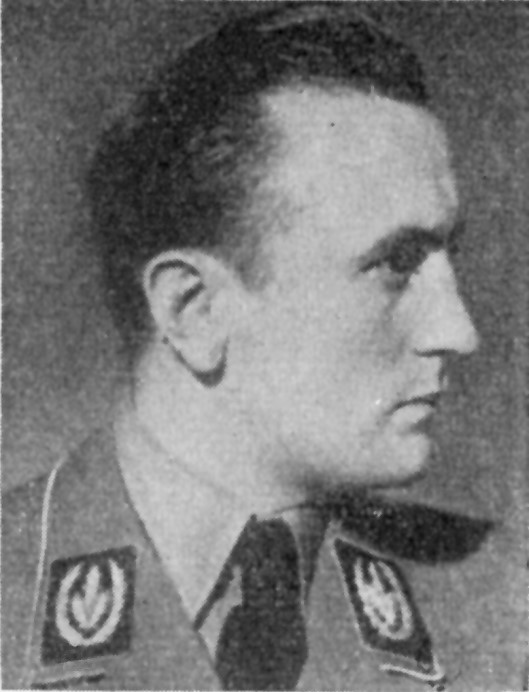
Artur Axmann in der Uniform des Reichsjugendführers, Porträtfoto aus dem Reichstags-Handbuch 1943

Artur Axmann (Deckname Erich Siewert; * 18. Februar 1913 in Hagen; † 24. Oktober 1996 in Berlin) war ein nationalsozialistischer Funktionär und Reichsjugendführer in der Zeit des Nationalsozialismus.

## Leben

### 1913–1931: Kindheit und Jugend
Axmann, jüngstes von fünf Geschwistern, zog 1916 mit der Familie nach Berlin-Wedding, wo sein Vater bis zu seinem Tod 1916 als Versicherungsangestellter arbeitete. Nach dem Tode des Vaters sorgte die Mutter bis 1932 als Fabrikarbeiterin für den Unterhalt der Familie. 1919 eingeschult, wurde Axmann 1921 wegen herausragender schulischer Leistungen in eine Förderklasse versetzt und wechselte 1922 an die 6. Oberrealschule, die spätere Mackensen-Schule, heute Lessing-Gymnasium in Berlin-Wedding, für die er ein Stipendium erhalten hatte.
Im November 1928 trat Axmann in die Hitler-Jugend (HJ) ein, nachdem er am 14. September dieses Jahres durch eine Ansprache von Joseph Goebbels auf die Nationalsozialisten aufmerksam geworden war. Kurz darauf wurde er HJ-Führer im Bezirk Wedding und aktives Mitglied des NS-Schülerbundes, dem er bis zum Abitur 1931 angehörte.

### 1931–1942: Funktionär der Reichsjugendführung und HJ

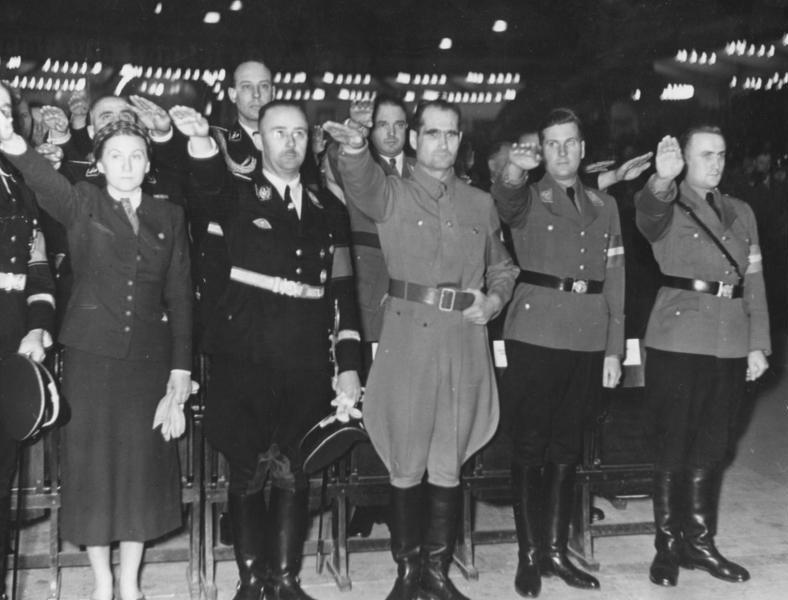
Axmann, im Bild ganz rechts, auf einer Kundgebung der HJ neben (v. r. n. l.) Baldur von Schirach, Rudolf Heß, Heinrich Himmler und Gertrud Scholtz-Klink (1939).

An der Berliner Universität studierte Axmann Volkswirtschaftslehre, Staats- und Rechtswissenschaft. Nachdem seine Mutter im Sommer 1931 arbeitslos geworden war, brach er das Studium ab, um zum Lebensunterhalt der Familie beizutragen. Im September 1931 trat er in die NSDAP (Mitgliedsnummer 629.507) ein, 1932 wurde er in die Reichsleitung der HJ berufen und übernahm die Organisation der Betriebs- und Berufsschulzellen.
Ab Mai 1933 war Axmann Gebietsführer und Leiter des Sozialen Amts der Reichsjugendführung, im November 1934 übernahm er die Führung der HJ in Berlin, im Juli 1936 wurde er Leiter des Reichsberufswettkampfes. Am 30. Januar 1939 erhielt Axmann das Goldene Parteiabzeichen der NSDAP.
Am 1. Mai 1940 wurde er Stellvertreter des Reichsjugendführers Baldur von Schirach und am 8. August 1940 dessen Nachfolger. Er trieb die militärische Organisation der HJ voran und widmete den HJ-Streifendienst zu einer Nachwuchs- und Rekrutierungsorganisation für die Waffen-SS um.

### 1941–1945: Kriegseinsatz
Im Zweiten Weltkrieg verlor Axmann als Soldat in der 23. Infanterie-Division beim Russlandfeldzug 1941 den rechten Arm. Daraufhin verbrachte er, auf Einladung des italienischen Botschafters Dino Alfieri, seinen Genesungsurlaub in dessen Landhaus auf Capri.
Ab Oktober 1941 war er Mitglied des Reichstages, Wahlkreis Ostpreußen. Auf einem von Baldur von Schirach, nunmehr Gauleiter von Wien, initiierten „Europäischen Jugendkongress“ vom 14. bis 18. September 1942 in Wien, an dem Vertreter faschistischer Jugendorganisationen aus 14 von Nazideutschland besetzten oder mit ihm verbündeten Ländern teilnahmen und der als „Gründungstagung“ eines „Europäischen Jugendverbands“ angekündigt war, wurde Axmann per Akklamation zum Co-Vorsitzenden dieses Verbandes bestimmt.
Auf eine Idee Axmanns ging die Aufstellung der 12. SS-Panzer-Division „Hitlerjugend“ zurück, die 1943 aus mehrheitlich 17-jährigen Freiwilligen der Hitlerjugend gebildet wurde. Hitler begrüßte Axmanns Initiative und erwartete von derartigen Divisionen, dass sie „sich phantastisch schlagen werden, weil die einen wunderbar idealistischen Geist haben“. Die Division wurde später gegen die alliierte Invasion der Normandie eingesetzt.
In den letzten Kriegswochen kommandierte Axmann improvisierte Einheiten des Volkssturms in der Schlacht um die Seelower Höhen gegen die Rote Armee. Beim Endkampf um Berlin schickte er von seinem Befehlsstand im Gebäude der Reichsjugendführung Kindereinheiten des Deutschen Jungvolks in absolut hoffnungsloser Lage in den Tod. Die letzte Kinoausgabe der Deutschen Wochenschau (Nr. 755) zeigt Axmann mit einer Abordnung von 20 Hitlerjungen im Garten der Neuen Reichskanzlei, als Hitler bei seinem letzten öffentlichen Auftritt den angetretenen Hitlerjungen das Eiserne Kreuz verlieh.
Am 28. April 1945 wurde Axmann von Hitler mit dem „Deutschen Orden der NSDAP mit Lorbeerkranz und Schwertern“ ausgezeichnet. Der Orden sollte laut Hitler „die höchsten Verdienste ehren […], die ein Deutscher sich für sein Volk erwerben kann.“ Diesen Orden erhielten neben Axmann zu Lebzeiten nur drei weitere Personen, Karl Hanke, Konstantin Hierl und Karl Holz.
Kurz nach Hitlers Suizid am 30. April 1945 verließ Axmann zusammen mit Martin Bormann den Führerbunker und floh aus Berlin. Nach Aussage des SS-Offiziers Johann Rattenhuber soll er zuvor die Pistole, mit der sich Hitler erschossen hatte, an sich genommen haben.

### 1945–1958: Prozesse

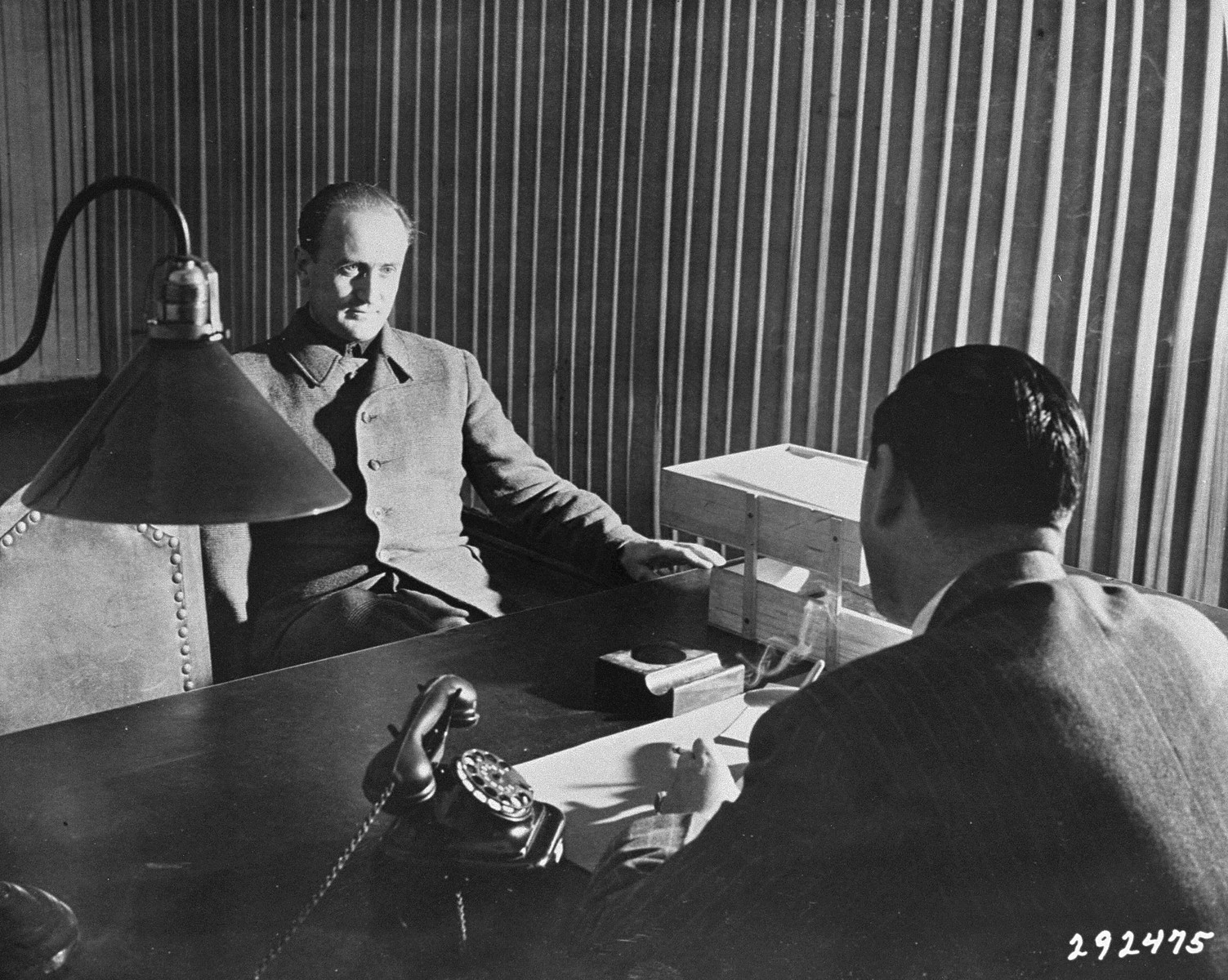
Artur Axmann bei einem Verhör in Nürnberg, 16. Oktober 1947

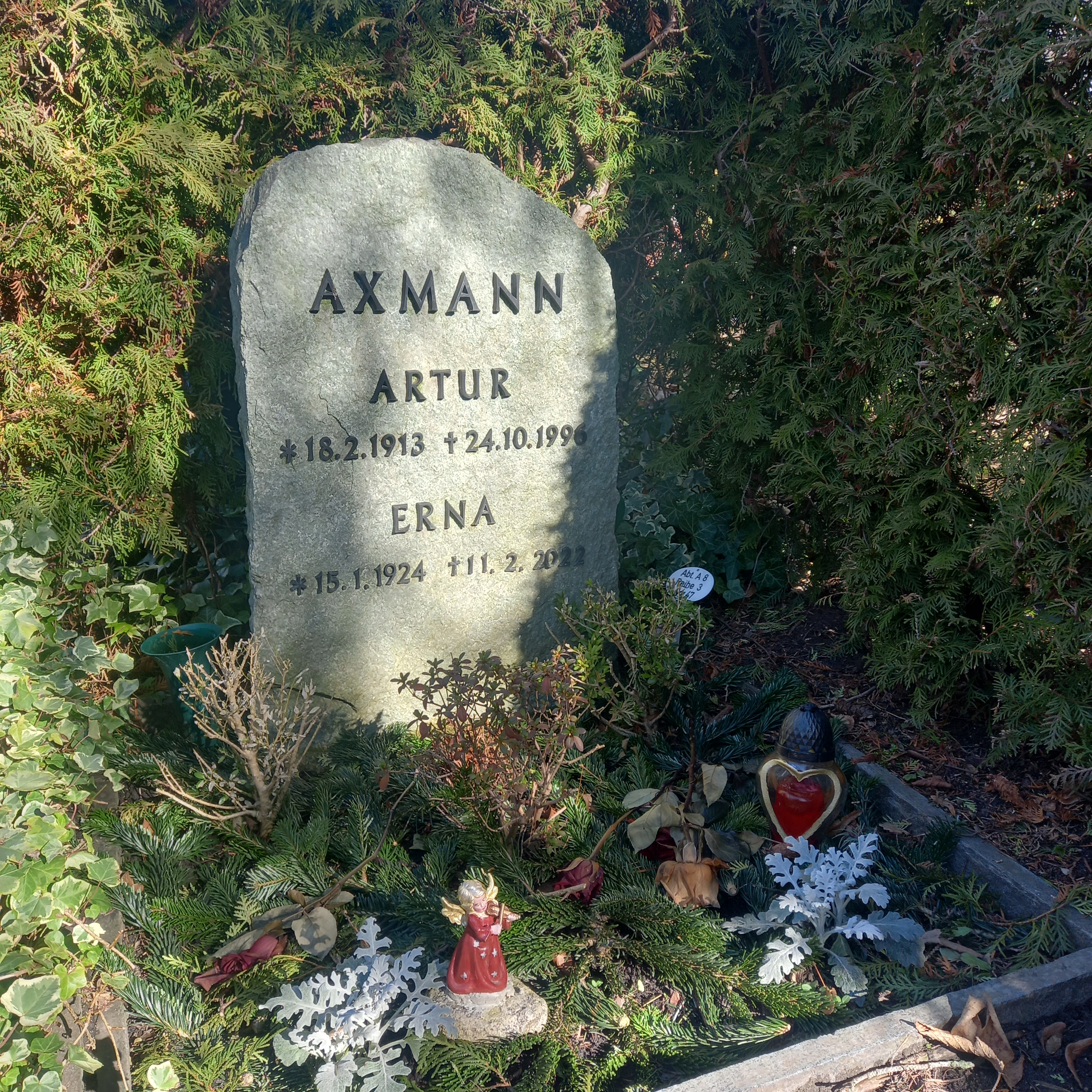
Das Grab von Artur Axmann und seiner Ehefrau Erna geborene Veckariesmann auf dem Friedhof Wilmersdorf in Berlin

Nach dem Krieg wurde Axmann offiziell für tot erklärt, lebte jedoch unter dem Decknamen Erich Siewert unerkannt in Mecklenburg, bis er im Dezember 1945, nach einem Besuch bei seiner Mutter in Bad Tölz auf der Rückfahrt nach Lübeck, in Memmingen, von amerikanischen Soldaten festgenommen wurde. Diese Verhaftung passierte aufgrund der Kontaktaufnahme zu ehemaligen Funktionären der HJ und der NSDAP und unter dem Vorwurf „neonazistischer Konspiration.“
Bei den Nürnberger Prozessen sagte Axmann umfangreich zu den Todesumständen des Reichsministers und wichtigsten Vertrauten Hitlers Martin Bormann Anfang Mai 1945 aus. Allerdings glaubte man ihm nicht und verurteilte Bormann in Abwesenheit am 1. Oktober 1946 zum Tode. Nach dem Fund der Leiche Bormanns 1972 bestätigten sich Axmanns Aussagen.
Sämtliche Schriften Axmanns wurden in der Sowjetischen Besatzungszone auf die Liste der auszusondernden Literatur gesetzt.
Im Oktober 1946 wurde Axmann aus der Haft entlassen, im Juli 1947 jedoch erneut inhaftiert und verhört. Im April 1949 wurde er im Entnazifizierungsverfahren als Hauptschuldiger zu über drei Jahren Arbeitslager verurteilt, auf die jedoch die Untersuchungshaft angerechnet wurde. Anschließend hatte er nach britischen Geheimdienstunterlagen Kontakte zum sogenannten Naumann-Kreis, einer Untergrundorganisation aus ehemaligen NS-Funktionären und Offizieren. Nach 1949 war Axmann als Handelsvertreter, zunächst für Kaffee, später für Baumaschinen, tätig. Am 19. August 1958 verurteilte ein Berliner Gericht Axmann in einem Sühneverfahren wegen „Verhetzung der Jugend während der NS-Zeit“ zu einer Geldstrafe von 35.000 DM, die er durch den Verkauf mehrerer Berliner Grundstücke aufbringen konnte.

### 1960–1996
Ein von Axmann gegründetes Handelsunternehmen musste 1960 wegen schlechter Auftragslage schließen. Von 1971 bis 1976 plante er auf Gran Canaria für ein spanisches Unternehmen ein Freizeitzentrum. Seine Villa lag in Playa de Taurito. Nach 1976 lebte er in Berlin, zog sich ab 1985 aus dem Berufsleben zurück und arbeitete an seinen Memoiren, die 1995 unter dem Titel Das kann doch nicht das Ende sein erschienen.
Gegen Ende seines Lebens kam Axmann noch einige Male in mehreren TV-Dokumentarsendungen zum Themenbereich Zweiter Weltkrieg und „Drittes Reich“ als Zeitzeuge zu Wort. Bei einem Interview mit Chronos Media konnte er den Vorwurf, einem System gedient zu haben, „in dem auch Verbrechen vorgekommen sind“, nicht bestreiten.

## Schriften
- Olympia der Arbeit. Arbeiterjugend im Reichsberufswettkampf. Junker und Dünnhaupt Verlag, Berlin 1937.
- Der Reichsberufswettkampf. Junker & Dünnhaupt, Berlin 1938.
- Schicksalsjahre der Hitlerjugend. Heitz und Höffkes, Essen 1992, ISBN 3-926650-67-2.
- Das kann doch nicht das Ende sein. Verlag Siegfried Bublies, Koblenz 1995, ISBN 3-926584-33-5 (spätere Aufl. unter dem Titel Hitlerjugend).